# Кохув (Свентокшиське воєводство)
Кохув (пол. Kochów) — село в Польщі, у гміні Опатув Опатовського повіту Свентокшиського воєводства.
Населення — 119 осіб (2011).
У 1975-1998 роках село належало до Тарнобжезького воєводства.

## Демографія
Демографічна структура на день 31 березня 2011 року:
|          | Загалом | Допрацездатний вік | Працездатний вік | Постпрацездатний вік |
| -------- | ------- | ------------------ | ---------------- | -------------------- |
| Чоловіки | 60      | 8                  | 43               | 9                    |
| Жінки    | 59      | 9                  | 31               | 19                   |
| Разом    | 119     | 17                 | 74               | 28                   |